# Казе Бертолина (Торино)
Казе Бертолина је насеље у Италији у округу Торино, региону Пијемонт.
Према процени из 2011. у насељу је живело 200 становника. Насеље се налази на надморској висини од 275 м.